# Служба воздушного наблюдения Коста-Рики
Служба воздушного наблюдения Коста-Рики (исп. Servicio de Vigilancia Aerea) — это структурное подразделение гражданской гвардии Коста-Рики.

## История

### 1926—1948
Интерес к созданию собственной авиации в Коста-Рике активизировался после того, как в октябре 1928 года мексиканский пилот Roberto Fierro Villalobos приземлился в Сан-Хосе на своем самолёте «Baja California». 18 июля 1929 года из Мексики в Коста-Рику на пароходе был отправлен учебно-тренировочный самолёт Avro 504 (с двигателем «испано-сюиза») и пилот, капитан ВВС Мексики (которые прибыли в страну 4 августа 1929 года). После этого в стране была создана авиашкола (Escuela de Aviacion Militar). Кроме того, два костариканца были отправлены на обучение в Мексику, однако начавшийся всемирный экономический кризис привёл к сокращению государственных расходов и создание военной авиации было отложено.
19 декабря 1929 года при выполнении учебного полёта коста-риканский пилот Tobias Bolanos столкнулся с деревом. Самолёт был повреждён и отремонтирован (при этом, новый деревянный воздушный винт сделали в местной столярной мастерской), но двигатель биплана стал работать с перебоями, поэтому полёты были прекращены.
Во время второй мировой войны США обучили одного костариканца на пилота и ещё одного — на авиатехника.
12 марта 1948 года началась гражданская война. В этот день сторонники Х. Фигереса Феррера заняли городок Сан-Исидро и захватили там стоявшие на взлётной полосе местного аэродрома три самолёта DC-3 коста-риканской авиакомпании «TACA de Costa Rica», которые использовали для перевозки бойцов, оружия и военных грузов. В этот же день на этих самолётах 80 бойцов были переброшены по воздуху в Пуэрто-Лимон (что стало первым случаем боевого применения авиации на территории страны).
После этого правительство Т. Пикадо объявило о мобилизации всех остальных самолетов в стране (после чего в распоряжении сторонников Т. Пикадо оказались три оставшихся DC-3 коста-риканской авиакомпании «TACA de Costa Rica», один находившийся в это время в стране DC-3 авиакомпании TAN и несколько одномоторных самолётов). В дальнейшем эти самолёты вылетали на авиаразведку, но в авиакатастрофах разбились два Vultee BT-13A и самолёт DC-3 авиакомпании TAN (погибли девять человек). Кроме того, на аэродроме в Сан-Исидро правительственные войска сожгли один из трёх DC-3, захваченных сторонниками Фигереса.
19 апреля 1948 года стороны подписали перемирие, после чего группа сторонников Т. Пикадо покинула страну на двух самолётах DC-3 (которые приземлились в Манагуа), ещё один DC-3 совершил вынужденную посадку на территории Никарагуа. Все три самолёта были конфискованы по распоряжению А. Сомосы.
21 октября 1948 года шесть человек были отправлены в США для покупки авиатехники (они купили в штате Калифорния два истребителя P-38L, один штурмовик Douglas A-24, один двухмоторный бомбардировщик Douglas B-18 и один вооружённый учебно-тренировочный самолёт AT-6). Первый P-38L в ноябре 1948 года был доставлен в Сан-Хосе.

### После 1948
1 декабря 1948 года вооружённые силы Коста-Рики были расформированы. Принятая 7 ноября 1949 года Конституция запретила создание и содержание в мирное время постоянной профессиональной армии, вместо неё была создана «гражданская гвардия». В распоряжение гражданской гвардии были переданы вооружение, техника и иное имущество расформированной армии Коста-Рики.
26 декабря 1948 года в штате Техас разбился второй купленный Коста-Рикой истребитель P-38L. Штурмовик A-24 также оказался поврежден до того, как был отправлен в Коста-Рику и он был оставлен на территории США.
Летом 1949 года бомбардировщик B-18 был продан частному владельцу (8 ноября 1949 года он совершил перелёт в Гватемалу и был зачислен в ВВС Гватемалы), затем истребитель P-38L был продан в Гондурас (и зачислен в ВВС Гондураса), а в июне 1950 года был продан AT-6.
Таким образом, хотя в период между 1949 и 1950 гг. в стране были зарегистрированы несколько самолётов гражданской авиации (которые использовались для доставки грузов, пассажиров, патрульных полётов и выполнения других поручений правительства), военной авиации в это время не существовало.
В 1950 году США поставили Министерству общественной безопасности один самолёт Beechcraft C-45F (регистрационный номер TI-505SP), который использовался до 1960 года.
В 1954 году из США был получен самолёт Cessna 180B (регистрационный номер TI-SPA).
11-22 января 1955 года отряды гражданской гвардии отразили военное вторжение со стороны Никарагуа вооружённых отрядов сторонников бывшего президента страны Р. А. Кальдерона Гуардии (по современным оценкам, около 200 человек при поддержке нескольких лёгких бронетранспортёров «Universal Carrier» и пяти самолётов).
После начала боевых действий, США продали Коста-Рике четыре истребителя F-51D «мустанг», которые прибыли в страну 16 января 1955 года (хотя на протяжении длительного времени считалось, что самолёты были поставлены бесплатно, позднее были рассекречены документы, что правительство Коста-Рики выплатило за них США 135 000 долларов).
22 января 1956 года один из истребителей F-51D (бортовой номер «3») разбился, погиб пилот Amado Conejo Solis. После этого военная авиация состояла из 13 пилотов и 4 самолётов (три истребителя F-51D и Cessna-180B).
В 1958 году был создан отдел авиации (исп. Sección Aérea) министерства общественной безопасности, но уже в августе 1958 года в строю остались только два истребителя, и Коста-Рика начала переговоры с США о возможности покупки запчастей к оставшимся истребителям и новых самолётов.
Техническое обслуживание и ремонт самолётов службы воздушного наблюдения, коста-риканской авиакомпании «LACSA» и всех остальных частных и иностранных самолётов на территории страны выполняли мастерские фирмы «Servicios Aerotecnicos Latino Americanos, S.A.», которые находились в столичном аэропорту.
В 1962 году было подписано соглашение с США о дополнительных поставках в страну военного снаряжения, в сентябре 1963 года из США было получено три самолёта U-17A (военная версия самолёта Cessna 185E). После этого, в марте 1964 года оба F-51D были проданы американской компании.
В 1964 году была создана авиаэскадрилья гражданской гвардии, в 1970 году был куплен первый вертолёт FH-1100 (который до 1990 года в основном использовался президентом страны).
В начале 1970х годов самолёт Beech C-45F был выведен из эксплуатации по техническому состоянию и в феврале 1972 года — отправлен на свалку аэродрома Сан-Хосе, но в июне 1975 года по программе военной помощи из США были получены три транспортных de Havilland Canada U-1A «Otter» и два вертолёта SH-34J.
9 сентября 1975 года разбился вертолёт SH-34J (бортовой номер TI-SPI).
28 марта 1976 года самолёт U-17A (бортовой номер TI-SPB) разбился в Сан-Исидро.
28 октября 1977 года вылетевший из Сан-Хосе самолёт de Havilland Canada U-1A «Otter» (бортовой номер TI-SPF) министерства общественной безопасности Коста-Рики упал в Атлантический океан в 500 метрах от берега, погибших в авиакатастрофе не было — находившиеся на борту два члена экипажа и 4 пассажира выжили и покинули затонувший самолёт.
В апреле 1978 года в состав авиаэскадрильи был включён самолёт Piper PA-23-160, но в том же 1978 году был повреждён и списан по техническому состоянию второй вертолёт SH-34J. В результате, к концу 1978 года на вооружении гражданской гвардии имелось 6 самолётов.
С июля 1979 года военная помощь США для Коста-Рики увеличивается, в этом месяце из США в страну прибыли три Piper PA-32 «Cherokee Six».
В апреле 1980 года три самолёта (полученная в 1954 году из США Cessna-180B и два полученных в сентябре 1963 года U-17A) были проданы в Канаду.
По состоянию на начало 1981 года, на вооружении насчитывалось 10 самолётов (три DHC-3 Otter, три Cessna-185, один Cessna-180 и три Piper PA-32 «Cherokee Six»), а также три вертолёта (один FH-100 и два S-58ET).
В период с января 1981 года до 23 мая 1984 года по программе военной помощи из США было получено два вертолёта Hughes 500E (со снятым вооружением).
В 1985 году по программе военной помощи из США были получены три вертолёта «хьюз» (два Hughes 269C и один Hughes 369), а в 1986 году — три самолёта Cessna 337 «Super Skymaster». В целом, до 1988 года из США были получены 4 самолёта «сессна» и иное имущество.
В 1996 году правительство Никарагуа подарило Коста-Рике вертолёт Ми-8. Также, в 1996 году началась военная реформа, в результате которой военизированные формирования гражданской гвардии, морской охраны и пограничной полиции получили к 2000 году общее командование и единое название — «Народные силы» (Fuerza Pública de Costa Rica).
По состоянию на 2010 год, на вооружении службы воздушного наблюдения насчитывалось шесть лёгких самолётов (один DHC-7, два Cessna 210, два PA-31 «Navajo» и один PA-34-200T).
В конце 2012 года из США был получен вертолёт MD 600N стоимостью 3,7 млн долларов.
В соответствии с подписанным в 2015 году соглашением с КНР в октябре 2016 года были получены два двухмоторных турбовинтовых самолёта Y-12E.
В первой половине 2019 года США передали службе воздушного наблюдения четыре вертолёта Bell UH-1ST.
В дальнейшем, для Коста-Рики были предложены два снятых с вооружения командования специальных операций ВВС США двухмоторных самолёта C-145A Skytruck.

## Современное состояние
Служба воздушного наблюдения находится в оперативном подчинении гражданской гвардии Коста-Рики и действует в интересах гражданской гвардии, береговой охраны, пограничной полиции и национальной полиции Коста-Рики.
По состоянию на начало 2022 года численность службы воздушного наблюдения составляла 400 человек, 14 самолётов (два транспортных Y-12E, два Cessna 210, два PA-34, два PA-31 «Navajo», один PA-23, четыре «Cessna 206» и один Cessna-182RG) и 9 вертолётов (четыре «Bell 212», три MD-500E и два MD-500N).
Отдельные категории сотрудников службы воздушного наблюдения вооружены стрелковым оружием.